# Bad Influence (Robert Cray)
Bad Influence is het tweede studioalbum van Robert Cray en zijn band. De muzikale productie werd verzorgd door Bruce Bromberg en Dennis Walker, met Bill Dashiell als geluidstechnicus van dienst. Bromberg, die onder het pseudoniem David Amy tevens enkele nummers schreef, richtte in 1983 het platenlabel HighTone Records op, zodat dit album uitgegeven kon worden. Het liedje "Phone Booth" werd tevens als single uitgebracht en later gecoverd door onder anderen Albert King. Eric Clapton vertolkte het nummer "Bad Influence" op zijn album August (1986).
Cray bereikte met Bad Influence de 143ste plaats in de Amerikaanse hitlijst en de twintigste plaats in Nieuw-Zeeland. In de Verenigde Staten werd het album door de Blues Foundation verkozen tot beste bluesalbum van het jaar. In de eerste maand na de uitgave werden er dertienduizend exemplaren van verkocht. Cray verwierf met Bad Influence nationale bekendheid.

## Tracklist
| Nr. | Titel                         | Schrijver(s)                                | Duur |
| --- | ----------------------------- | ------------------------------------------- | ---- |
| 1.  | Phone Booth                   | Richard Cousins, Robert Cray, Dennis Walker | 3:26 |
| 2.  | Bad Influence                 | Cray, Mike Vannice                          | 2:53 |
| 3.  | The Grinder                   | David Amy, Cray                             | 4:05 |
| 4.  | Got to Make a Comeback        | Eddie Floyd, Shamwell                       | 2:50 |
| 5.  | So Many Women, So Little Time | Amy, Clemens, Oscar Washington              | 3:50 |

| Nr. | Titel                        | Schrijver(s)               | Duur |
| --- | ---------------------------- | -------------------------- | ---- |
| 6.  | Where Do I Go from Here      | Cray, Vannice, Walker      | 4:00 |
| 7.  | Waiting for the Tide to Turn | Cray, Vannice, Walker      | 3:30 |
| 8.  | March On                     | Cray                       | 2:25 |
| 9.  | Don't Touch Me               | Shawn Dewey, Johnny Watson | 3:20 |
| 10. | No Big Deal                  | Amy, Cray                  | 4:11 |

## Musici
- Warren Rand - altsaxofoon
- Richard Cousins - basgitaar
- David Olson - drums

- Mike Vannice - toetsen, tenorsaxofoon
- Robert Cray - zang, gitaar
- Tony Matthews, Night Train Clemons - achtergrondzang